# 7755 Haute-Provence
7755 Haute-Provence este o planetă minoră (asteroid), cu un diametru de 18,21 km, din centura de asteroizi. A fost descoperită pe 28 decembrie 1989 la Observatorul din Haute-Provence de Eric Walter Elst și a fost numită după Alpes-de-Haute-Provence. 
Obiectul prezintă o orbită caracterizată de o semiaxă mare de 3,1419804 UAi, o excentricitate de 0,12, o înclinație de 2,60719 ° în raport cu ecliptica.